# Shirley Baker (photographe)
Pour les articles homonymes, voir Baker.
Shirley Baker, née le 9 juillet 1932 à Kersal et décédée le 21 septembre 2014, est une photographe britannique. Elle est principalement reconnue pour ses photographies et portraits de rue réalisés dans les quartiers populaires du Grand Manchester,,.
Elle travaille comme rédactrice et photographe indépendante pour divers magazines, livres et journaux, et comme conférencière sur la photographie. La plupart de ses travaux photographiques ont été réalisées pour son intérêt personnel, mais elle a également entrepris des commandes occasionnelles.

## Biographie
Originaire du nord de Salford, dans le Lancashire, Shirley Baker déménage à Manchester à l'âge de deux ans. Elle et sa sœur intègre plus tard un pensionnaire à l'école de filles Penrhos à Colwyn Bay, dans le nord du Pays de Galles, d'où elles sont évacuées pendant la Seconde Guerre mondiale afin de rejoindre Chatsworth House, dans le Derbyshire.
Shirley Baker étudie ensuite la photographie au University of Manchester Institute of Science and Technology et suit d'autres cours au Regent Street Polytechnic de Londres et au London College of Printing. En 1995, elle obtient une maîtrise en histoire critique et théorie de la photographie à l'université de Derby.

## Carrière professionnelle
Shirley Baker commence à travailler comme photographe industriel pour les fabricants de tissus Courtaulds Textiles, puis devient photographe indépendante pour d'autres entreprises, tout en œuvrant comme rédactrice et photographe pour divers magazines, livres et journaux, dont le quotidien britannique, The Guardian,.
En 1960, Shirley Baker devient professeure au Salford College of Art. Pendant les quinze années qui suivent, elle réalise des photographies non posées et spontanées des habitants de Salford et de Manchester, à l'époque de la résorption massive des bidonvilles,,. Elle se dit influencée par le travail d'Henri Cartier-Bresson, de Garry Winogrand et de Robert Frank. Elle travaille également comme chargée de cours à l'Université métropolitaine de Manchester. Elle rejoint la Royal Photographic Society en 1960, dont elle reste membre pendant plusieurs années,.
Shirley Baker publie deux livres de photographies de son vivant. L'ouvrage Street Photographs : Manchester and Salford (1989) contient des photographies de personnes habitant à Salford et à Manchester dans les années 1960 et au début des années 1970. À la fin des années 1990, The Lowry lui demande de revisiter les mêmes lieux, et organise une exposition de son travail et publié un livre, Streets and Spaces : Urban Photography - Salford and Manchester - 1960s-2000 (2000), dans lequel ses anciennes photographies sont juxtaposées à ses nouvelles photographies, montrant des personnes à des époques différentes, dans un paysage urbain radicalement différent, mais impliquées dans des activités similaires.
Dans les années 1980, Shirley Baker suit son mari médecin à Londres, où elle commence à photographier des punks dans et autour de Camden Lock et de Camden Market,,. Elle immortalise ses voyages à New York, au Japon et sur la Côte d'Azur.
En 1987, elle entreprend un projet sur le Royal Manchester Children's Hospital, soutenu par la Viewpoint Photography Gallery à Salford. En juillet et août de la même année, elle réalise une commande de photographies à l'aéroport de Manchester pour le Documentary Photography Archive (DPA). Ce travail est également présenté dans une émission de Granada Television sur le travail du Documentary Photography Archive, diffusée dans le cadre de la série Celebration, le 23 octobre 1987.

## Publications

### Ouvrages
- Street Photographs: Manchester and Salford, avec des essais de Stephen Constantine pour Street Scenes : Late Afternoon et de Shirley Baker pour Street Photographs, Newcastle upon Tyne, Bloodaxe, 128p, 1989,  (ISBN 9781852240585)
- Streets and Spaces: Urban Photography – Salford and Manchester – 1960s–2000, édité par Michael Leitch et accompagné d'un essai de Shirley Baker, Salford, The Lowry, 2000,  (ISBN 9781902970127).
- Women and Children; and Loitering Men, préface de Brett Rogers, avant-propos de Grislelda Pollock, comprenant un essai d'Anna Douglas et une nouvelle de Jackie Kay, Londres, The Photographers' Gallery, 2015,  (ISBN 9780957618848)
- Shirley Baker, édité par Lou Stoppard, Londres, Mack, 2019,  (ISBN 9781912339518)

### Zines
- Punks 1980s, Southport, Café Royal, 2018, 2020
- British Seaside 1960–1970, Southport, Café Royal, 2018, 2020
- Manchester and Salford Children in the 1960s, Southport, Café Royal, 2018
- Manchester and Salford on Holiday in the 1960s, Southport, Café Royal, 2018

## Expositions

### Expositions Solo
- My Face or Yours, exposition itinérante, 1986
- Salford Revisited, The Lowry, Salford, Grand Manchester, 26 août 2000 - 1 janvier 2001
- Shirley Baker, The Photographers' Gallery, Londres, 18 février 2006 - 31 décembre 2007
- Retrospective, Salford Museum and Art Gallery, Salford, Grand Manchester, 19 Novembre 2011 - 4 mars 2012
- Looking Outwards, Gallery Oldham, Oldham, 2013
- Women, Children and Loitering Men, The Photographers' Gallery, Londres, 17 juillet - 20 Septembre 2015

### Expositions collectives
- Nine Photographers avec Dennis Btesh, Ray Green, Alfred Gregory, Neil Libbert, Ralph Marshall et Sefton Samuels, Manchester Craft and Design Centre, Manchester, 18 novembre 6 décembre 1963
- Here Yesterday, and Gone Today, Salford Art Gallery dans le cadre de l'exposition Images of Salford, 1986
- North West Frontiers, Cornerhouse, Manchester, avec David Hatfield, David Sweet, Don McKinlay, Fiona Moate, Jaghit Chuhan, John Brisland, John Lyons, John Roberts, Mark Warner, Melvyn Chantry, Moses Lee, Nenagh Watson, Patrick Lumb, Rachael Field, Roger Birch, Sarah Feinmann, Alnoor Mitha, Bill Sharp, Clare Pickles, Adrian Moakes, Mark Bradley, Andrew Robarts et David Alker, 8 juillet - 27 août 1989
- A Lowry Summer, The Lowry, Salford, Grand Manchester, exposition d'œuvres de L. S. Lowry accompagnées d'œuvres d'autres artistes dont Shirley Baker et Humphrey Spender, 7 juillet - 28 octobre 2012
- Observers: British Photography and the British Scene, Serviço Social da Indústria (SESI), São Paulo avec Cecil Beaton, Bill Brandt, Humphrey Spender, George Rodger, Paul Nash, Madame Yevonde, Nigel Henderson, Roger Mayne, Ida Kar, Norman Parkinson, Terence Donovan, Ian Berry, Tony Ray-Jones, Raymond Moore, Paul Trevor, Tish Murtha, Daniel Meadows, Chris Killip, Martin Parr, Paul Graham, Keith Arnatt, Anna Fox, Derek Ridgers, Peter Fraser, Jem Southam, Karen Knorr, Richard Billingham, Paul Seawright, Simon Roberts, Wolfgang Tillmans, Jason Evans, Nigel Shafran, Rut Blees Luxemburg, Sarah Jones, John Duncan and Gareth McConnell, 2012